# Sami Eddaou
Sami Eddaou (arabe : سامي الدو), né le 22 mars 1968 à Sfax et mort le 30 juin 2012, est un footballeur tunisien. Évoluant au poste d'attaquant dans les catégories de jeunes, il devient un défenseur solide en seniors.

## Biographie
Il rejoint à l'âge de 14 ans le Sfax railway sport, considéré comme l'une des meilleures écoles de football. Sa promotion, constituée notamment de Sami Trabelsi, Mohamed Ayadi et Mehrez Rekik, domine tour à tour les compétitions des minimes, cadets, juniors puis espoirs. Mais, parvenue en seniors, elle découvre que le talent compte moins que les moyens financiers des clubs : leur club rétrograde en division d'honneur (Ligue II) ; il s'accroche un peu au début mais finit par sombrer et plusieurs joueurs le quittent. 
Eddaou lui reste fidèle jusqu'en 1997 mais se lasse et rejoint le Club sportif sfaxien puis El Gawafel sportives de Gafsa avant de terminer sa carrière dans son premier club. Il continue à participer à des rencontres de vétérans et c'est au cours d'un match d'anciens joueurs pour une cause caritative qu'il est terrassé par une crise cardiaque.

## Parcours

### Clubs
- 1982-1989 : Sfax railway sport (catégories jeunes)
- 1986-1997 et 2002-2003 : Sfax railway sport (seniors)
  - 78 matchs et six buts en Ligue I
  - 67 matchs et trois buts en Ligue II
- 1997-1998 : Club sportif sfaxien (13 matchs en Ligue I)
- 1998-2002 : El Gawafel sportives de Gafsa (68 matchs et deux buts en Ligue I)

### Palmarès
- Champion de Ligue II : 1994
- Vainqueur de la coupe de Tunisie espoirs : 1989
- Champion de Tunisie espoirs : 1989
- Vainqueur de la coupe de Tunisie juniors : 1986
- Vainqueur de la coupe de Tunisie cadets : 1984
- Vainqueur de la coupe de Tunisie minimes : 1982